# Thalassery
Thalassery o Tellicherry (malabar: തലശ്ശേരി [θʌlʌsserɪ]) es una ciudad del estado indio de Kerala perteneciente al distrito de Kannur.
En 2011, el taluk del que es capital tenía una población de 973 131 habitantes, de los cuales 92 558 vivían en el municipio que forma la propia ciudad.
Durante siglos fue un importante punto comercial para europeos y asiáticos procedentes de diversos países. Formó parte del área de influencia del asentamiento portugués de Cananor hasta 1663, cuando los neerlandeses la integraron en el territorio de Cochín. En 1721, la Compañía Francesa de las Indias Orientales estableció aquí un puesto militar, que más tarde trasladaron a la vecina Mahé. Los británicos obtuvieron el control definitivo de la ciudad a lo largo del siglo XVIII. La ciudad obtuvo el estatus de municipio en 1866, siendo el segundo municipio más antiguo de Kerala.
Se ubica en la costa del mar Arábigo, a medio camino entre Cananor y Mahé sobre la carretera 66. Al noreste de la localidad sale la carretera 30 que lleva a Iritty.

## Clima
| Parámetros climáticos promedio de Thalassery | Parámetros climáticos promedio de Thalassery | Parámetros climáticos promedio de Thalassery | Parámetros climáticos promedio de Thalassery | Parámetros climáticos promedio de Thalassery | Parámetros climáticos promedio de Thalassery | Parámetros climáticos promedio de Thalassery | Parámetros climáticos promedio de Thalassery | Parámetros climáticos promedio de Thalassery | Parámetros climáticos promedio de Thalassery | Parámetros climáticos promedio de Thalassery | Parámetros climáticos promedio de Thalassery | Parámetros climáticos promedio de Thalassery | Parámetros climáticos promedio de Thalassery |
| Mes                                          | Ene.                                         | Feb.                                         | Mar.                                         | Abr.                                         | May.                                         | Jun.                                         | Jul.                                         | Ago.                                         | Sep.                                         | Oct.                                         | Nov.                                         | Dic.                                         | Anual                                        |
| -------------------------------------------- | -------------------------------------------- | -------------------------------------------- | -------------------------------------------- | -------------------------------------------- | -------------------------------------------- | -------------------------------------------- | -------------------------------------------- | -------------------------------------------- | -------------------------------------------- | -------------------------------------------- | -------------------------------------------- | -------------------------------------------- | -------------------------------------------- |
| Temp. máx. media (°C)                        | 32.2                                         | 32.6                                         | 33.3                                         | 33.5                                         | 32.8                                         | 30.1                                         | 29                                           | 29.2                                         | 30.2                                         | 31                                           | 31.9                                         | 32.1                                         | 31.5                                         |
| Temp. mín. media (°C)                        | 22.9                                         | 23.8                                         | 25.5                                         | 26.3                                         | 26                                           | 24.4                                         | 23.7                                         | 23.9                                         | 24.2                                         | 24.2                                         | 24.1                                         | 22.8                                         | 24.3                                         |
| Lluvias (mm)                                 | 3                                            | 3                                            | 11                                           | 70                                           | 285                                          | 900                                          | 1078                                         | 544                                          | 267                                          | 227                                          | 103                                          | 21                                           | 3512                                         |
| Fuente n.º 1: WWO                            |                                              |                                              |                                              |                                              |                                              |                                              |                                              |                                              |                                              |                                              |                                              |                                              |                                              |
| Fuente n.º 2: Climate-Data.org               |                                              |                                              |                                              |                                              |                                              |                                              |                                              |                                              |                                              |                                              |                                              |                                              |                                              |